# Langsur
Langsur är en kommun och ort i Landkreis Trier-Saarburg i förbundslandet Rheinland-Pfalz i Tyskland. Kommunen bildades 16 mars 1974 när kommunerna Grewenich, Mesenich och Metzdorf uppgick i Langsur.
Kommunen ingår i kommunalförbundet Verbandsgemeinde Trier-Land tillsammans med ytterligare tio kommuner.